# Rosulapelta repangulata
Rosulapelta repangulata is een mosdiertjessoort uit de familie van de Cribrilinidae. De wetenschappelijke naam van de soort is, als Reginella repangulata, voor het eerst geldig gepubliceerd in 1986 door Winston & Håkansson.